# GP Folignano
De Gran Premio Folignano is een voormalige eendagswielerwedstrijd in en rond de Italiaanse gemeente Folignano. In september 1998 werd de wedstrijd voor het eerst verreden, en vanaf 2006 maakte deze deel uit van de UCI Europe Tour, in de categorie 1.2.

## Lijst van winnaars

### Overwinningen per land
| Overwinningen | Land                           |
| ------------- | ------------------------------ |
| 11            | Italië                         |
| 1             | Wit-Rusland, Colombia, Kroatië |